# Hispa
Hispa är ett släkte av skalbaggar som beskrevs av Carl von Linné 1767. Hispa ingår i familjen bladbaggar.
Släktet innehåller bara arten Hispa atra.